# بولچو سکی
بولچو سِکِی (مجاری: Székely Bulcsú؛ زادهٔ ۲ ژوئن ۱۹۷۶) بازیکن واترپلو اهل مجارستان بود.
وی در مسابقات کشوری و بین‌المللی در مجموع برندهٔ ۱ مدال طلا شده‌است.